# Volksabstimmungen in der Schweiz 1984
Dieser Artikel bietet eine Übersicht der Volksabstimmungen in der Schweiz im Jahr 1984.
In der Schweiz fanden auf Bundesebene zehn Volksabstimmungen statt, im Rahmen von vier Urnengängen am 26. Februar, 20. Mai, 23. September und 2. Dezember. Dabei handelte es sich um drei obligatorische Referenden, sechs Volksinitiativen und einen Gegenentwurf zu einer zurückgezogenen Volksinitiative.

## Abstimmungen am 26. Februar 1984

### Ergebnisse
| Nr. | Vorlage                                                                                         | Art | Stimm- berechtigte | Abgegebene Stimmen | Beteiligung | Gültige Stimmen | Ja        | Nein      | Ja-Anteil | Nein-Anteil | Stände | Ergebnis |
| --- | ----------------------------------------------------------------------------------------------- | --- | ------------------ | ------------------ | ----------- | --------------- | --------- | --------- | --------- | ----------- | ------ | -------- |
| 316 | Bundesbeschluss vom 24. Juni 1983 über die Erhebung einer Schwerverkehrsabgabe                  | OR  | 4'087'715          | 2'156'594          | 52,75 %     | 2'137'245       | 1'254'489 | 0'882'756 | 58,70 %   | 41,30 %     | 15½:7½ | ja       |
| 317 | Bundesbeschluss vom 24. Juni 1983 über eine Abgabe für die Benützung der Nationalstrassen       | OR  | 4'087'715          | 2'157'457          | 52,77 %     | 2'137'548       | 1'132'497 | 1'005'051 | 52,98 %   | 47,02 %     | 16:7   | ja       |
| 318 | Eidgenössische Volksinitiative «für einen echten Zivildienst auf der Grundlage des Tatbeweises» | VI  | 4'087'715          | 2'156'780          | 52,75 %     | 2'132'895       | 0'771'413 | 1'361'482 | 36,17 %   | 63,83 %     | 1½:21½ | nein     |

### Schwerverkehrsabgabe
1980 schlug der Bundesrat dem Parlament zur Sanierung der Bundesfinanzen die Einführung einer Schwerverkehrsabgabe vor, die jährlich rund 350 Millionen Franken generieren sollte. Der Nationalrat wollte die Laufzeit auf zehn Jahre und die Einnahmen auf etwa 150 Millionen pro Jahr beschränken, was jedoch heftige Kritik der Umweltschutzorganisationen hervorrief. Zusammen mit dem Verkehrs-Club der Schweiz lancierten sie eine Volksinitiative, die inhaltlich weitgehend dem Vorschlag des Bundesrates entsprach. Der Ständerat stimmte etwas überraschend einer dauerhaften Lösung zu und ging damit über die Position der grossen Kammer hinaus. Er konnte sich aber in der Differenzbereinigung nicht durchsetzen und übernahm schliesslich die Version des Nationalrates. Die Vorlage erforderte eine Verfassungsänderung, weshalb es zu einem obligatorischen Referendum kam. Im Abstimmungskampf waren sich die meisten Parteien einig, dass die Vorlage angesichts der heiklen finanziellen Lage des Bundeshaushalts unterstützt werden müsse. So stand nicht die Reduktion des Schwerverkehrs im Vordergrund, sondern finanzpolitische Argumente. Heftigen Widerstand gegen die zusätzliche Besteuerung des Schwerverkehrs leisteten der Schweizerische Nutzfahrzeugverband, der Touring Club Schweiz und der Automobil Club der Schweiz. Bei einer überdurchschnittlichen Beteiligung sprach sich eine deutliche Mehrheit der Abstimmenden für die Vorlage aus, wobei in allen Westschweizer Kantonen (aber auch in den Kantonen Obwalden und Schwyz) ein Nein resultierte.

### Autobahnvignette
Eine 1978 vom Nationalrat überwiesene parlamentarische Initiative forderte die Erhebung einer Benutzungsgebühr für Autobahnen. In seiner Anfang 1980 veröffentlichten Botschaft bezifferte der Bundesrat die zu erwartenden Einnahmen auf 200 bis 300 Millionen Franken jährlich, empfahl aber aufgrund der eher negativ verlaufenen Vernehmlassung vorerst darauf zu verzichten. Im Nationalrat fand das Anliegen jedoch weiterhin breite Zustimmung und es setzte sich die Idee der Autobahnvignette durch, weil so bis zu 80 Prozent der Mehreinnahmen durch ausländische Automobilisten erbracht würden. Der Ständerat schloss sich dieser Meinung an. Da eine Autobahngebühr eine Verfassungsänderung erforderte, hatte dies ein obligatorisches Referendum zur Folge. Die Vorlage sah eine Gebühr von 30 Franken jährlich vor, mit einer vorläufigen Befristung bis Ende 1990. Gegen die geplante Vignette waren die EDU, der LdU, die LPS, die PdA und als einzige Bundesratspartei die FDP (wenn auch mit mehreren abweichenden Kantonalparteien). Eine knappe Mehrheit der Abstimmenden nahm die Vorlage an, wobei auch hier sämtliche Westschweizer Kantone mit Nein stimmten. Der deutsche Verkehrsminister Werner Dollinger zeigte wenig Verständnis für die Autobahnvignette und sprach von einer neuen Verkehrsbarriere in Europa. Die Schweiz spielte jedoch eine Pionierrolle und später folgten andere Staaten diesem Beispiel.

### Zivildienstinitiative
1983 erreichte die Zahl der Militärdienstverweigerer einen neuen Höchststand, wobei die Möglichkeit des waffenlosen Dienstes die Zunahme nur geringfügig abfedern konnte. Obwohl die Einführung eines zivilen Ersatzdienstes 1977 von Volk und Ständen deutlich abgelehnt worden war, reichte ein ad-hoc-Komitee nur zwei Jahre später eine neue Volksinitiative ein, die den Ersatz der Gewissensprüfung durch den Tatbeweis forderte. Dabei sollten Dienstverweigerer die Ernsthaftigkeit ihrer Motive durch die Ableistung eines Ersatzdienstes beweisen, der anderthalb Mal länger dauert als die Militärdienstpflicht. Da der Bundesrat versprach, die wiederholt geforderte Neuregelung des waffenlosen Dienstes nun zielstrebig voranzutreiben, wies das Parlament die Initiative zurück und verzichtete auch auf einen Gegenentwurf. Die bürgerlichen Parteien und die Offiziersgesellschaften befürchteten, die freie Wahl zwischen Zivil- und Militärdienst könnte das Ende der allgemeinen Wehrpflicht herbeiführen und würde die Armee zu sehr schwächen. Die Befürworter, die vor allem in kirchlichen Kreisen Unterstützung fanden, strichen die Nützlichkeit denkbarer Einsätze im sozialen Bereich und bei der Landschaftspflege hervor. Allgemein machte sich in der Abstimmungskampagne ein deutlicher Links-Rechts-Gegensatz bemerkbar. Mehr als drei Fünftel der Abstimmenden lehnten die Vorlage ab, ebenso alle Kantone mit Ausnahme von Basel-Stadt und Genf.

## Abstimmungen am 20. Mai 1984

### Ergebnisse
| Nr. | Vorlage                                                                                        | Art | Stimm- berechtigte | Abgegebene Stimmen | Beteiligung | Gültige Stimmen | Ja      | Nein      | Ja-Anteil | Nein-Anteil | Stände | Ergebnis |
| --- | ---------------------------------------------------------------------------------------------- | --- | ------------------ | ------------------ | ----------- | --------------- | ------- | --------- | --------- | ----------- | ------ | -------- |
| 319 | Eidgenössische Volksinitiative «gegen den Missbrauch des Bankgeheimnisses und der Bankenmacht» | VI  | 4'097'762          | 1'742'351          | 42,52 %     | 1'723'601       | 464'637 | 1'258'964 | 26,96 %   | 73,04 %     | 0:23   | nein     |
| 320 | Eidgenössische Volksinitiative «Gegen den Ausverkauf der Heimat»                               | VI  | 4'097'762          | 1'740'736          | 42,47 %     | 1'712'951       | 837'987 | 0'874'964 | 48,92 %   | 51,08 %     | 8½:14½ | nein     |

### Bankeninitiative
Eine 1979 von der SP eingereichte Volksinitiative verlangt eine Anzahl von Massnahmen beim Bankwesen. Dazu gehörten eine Auskunftspflicht gegenüber den Behörden in Steuer- und Strafsachen sowie erweiterte Publizitätspflichten. Ebenso sollten Gesetze erlassen werden können, mit denen die Verflechtung zwischen Banken und anderen Unternehmen begrenzt werden sollten. Das Parlament kam den Initianten teilweise entgegen, indem es beschloss, dass die Schweiz in Zukunft bei Fällen von Steuerbetrug das Bankgeheimnis lockern und internationale Rechtshilfe leisten kann; ausserdem sollten Kleinsparer besser geschützt werden. Alle anderen Forderungen gingen dem Bundesrat und dem Parlament zu weit. Die SP wiederum zweifelte an der Ernsthaftigkeit der Verwirklichung dieser Massnahmen, weshalb sie an der Initiative festhielt. Ihr zur Seite standen Linksparteien und Gewerkschaften sowie die Aktion Finanzplatz Schweiz – Dritte Welt, die vor allem auf die Problematik der Fluchtgelder hinwies. Die Gegner bezeichneten die Initiative als Angriff auf die Wirtschaftsverfassung und die Freiheitsrechte im Allgemeinen. Dabei kam den Banken zugute, dass sie nach einigen Finanzskandalen Ende der 1970er Jahre grosse Anstrengungen zur Imagepflege unternommen hatten. Fast drei Viertel der Abstimmenden und alle Kantone lehnten die Vorlage ab, wobei eine Nachbefragung ergab, dass die SP nicht einmal ihre eigenen Anhänger überzeugen konnte.

### Ausverkauf der Heimat
Ausländer konnten in der Schweiz bis zu Beginn der 1960er Jahre ohne jegliche Einschränkung Grund- und Stockwerkeigentum erwerben. Obwohl solche Käufe danach einer kantonalen Bewilligungspflicht unterworfen waren und die Bedingungen mehrfach verschärft wurden, stiegen sowohl ihre Zahl als auch die Preise kontinuierlich an. Der Nationalen Aktion waren die Einschränkungen nicht streng genug, weshalb sie 1979 eine Volksinitiative gegen den «Ausverkauf der Heimat» einreichte. Demnach sollte Grundeigentum nur noch von Personen mit Niederlassungsrecht erworben werden dürfen (oder von juristischen Personen, deren Kapital mindestens zu 75 Prozent in den Händen solcher Personen liegt). Das Parlament verabschiedete als Reaktion darauf ein Bundesgesetz (später «Lex Koller» genannt), das weniger strenge Bestimmungen vorsah. Im Abstimmungskampf verbündeten sich die Rechtsaussenparteien mit linksgrünen Gruppierungen zu einer «unheiligen Allianz». Während die einen vor einer angeblichen «Überfremdung des heimatlichen Bodens» warnten, kritisierten die anderen die aus ihrer Sicht unökologische Bodenpolitik des Bundes. Die Gegner beanstandeten unter anderem die ökonomische Gefahr für Tourismus- und Randgebiete, auch lehnten sie die Initiative grundsätzlich als ausländerfeindlich ab. Nur ganz knapp verfehlte die Vorlage das erforderliche Volks- und Ständemehr.

## Abstimmungen am 23. September 1984

### Ergebnisse
| Nr. | Vorlage                                                                                          | Art | Stimm- berechtigte | Abgegebene Stimmen | Beteiligung | Gültige Stimmen | Ja      | Nein    | Ja-Anteil | Nein-Anteil | Stände | Ergebnis |
| --- | ------------------------------------------------------------------------------------------------ | --- | ------------------ | ------------------ | ----------- | --------------- | ------- | ------- | --------- | ----------- | ------ | -------- |
| 321 | Eidgenössische Volksinitiative «für eine Zukunft ohne weitere Atomkraftwerke»                    | VI  | 4'113'911          | 1'713'477          | 41,65 %     | 1'694'037       | 762'792 | 931'245 | 45,03 %   | 54,97 %     | 6:17   | nein     |
| 322 | Eidgenössische Volksinitiative «für eine sichere, sparsame und umweltgerechte Energieversorgung» | VI  | 4'113'911          | 1'712'397          | 41,61 %     | 1'690'683       | 773'767 | 916'916 | 45,77 %   | 54,23 %     | 6:17   | nein     |

### Zukunft ohne Atomkraftwerke
Unter der Federführung der Schweizerischen Energiestiftung reichten rund 50 Umweltschutz- und Anti-Atomkraft-Organisationen im Dezember 1981 eine Volksinitiative ein. Einerseits wollte sie den Bau neuer Kernkraftwerke und den Ersatz bestehender Werke verbieten, andererseits sollten Bewilligungen für Zwischen- und Endlager von radioaktiven Abfällen dem fakultativen Referendum unterstellt werden. Eine Annahme der Initiative käme praktisch einem Moratorium für die geplanten Kernkraftwerke Kaiseraugst und Graben gleich, da die bereits erteilte Rahmenbewilligungen automatisch hinfällig würden. Bundesrat und Parlament wiesen die Initiative klar zurück, da ein Verbot weiterer Kernkraftwerke die Elektrizitätsversorgung gefährden würde. Die Befürworter, zu denen SP, LdU, PdA, PSA, POCH, Grüne und Nationale Aktion gehörten, wiesen vor allem auf die hohen Risiken der Kernenergie hin. Die bürgerlichen Parteien warnten eindringlich vor einer drohenden Versorgungslücke. Mit etwas mehr als 45 Prozent Zustimmung erzielte die Initiative ein beachtliches Ergebnis; Ja-Mehrheiten erzielte sie in den Kantonen Basel-Landschaft, Basel-Stadt, Genf, Jura, Neuenburg und Tessin.

### Energieversorgungsinitiative
Dieselben Organisationen reichten zusammen mit der Atomkraftinitiative ein weiteres Volksbegehren ein, weshalb oft von den «Zwillingsinitiativen» die Rede war. Die zweite Initiative verlangte eine Abkehr von der bisherigen Energiepolitik und konkret einen Energieartikel in der Bundesverfassung, mit dem unter anderem Energieeinsparungen, eine Neuverteilung der Forschungsmittel und die Erhebung einer zweckgebundenen Energiesteuer festgeschrieben werden sollten. Auch hier zeigte sich ein deutlicher Links-Rechts-Gegensatz (wenn man von der Nationalen Aktion absieht). Die Befürworter warben mit den allgemeinen Zielsetzungen der Initiative, die mehr Lebensqualität, Sicherheit und die Erhaltung der Lebensgrundlagen ermöglichen sollte. Auf der anderen Seite bezeichnen die die bürgerlichen Gegner die Vorlage als dirigistisch und bemängelten ihren zentralistischen Charakter sowie die vorgesehene Energiesteuer. Auf Kritik stiess das Engagement der in öffentlichem Besitz befindlichen Elektrizitätsgesellschaften gegen die Vorlage. Das Ergebnis fiel noch ein wenig knapper aus als bei der Atomkraftinitiative, auch hier stimmten fünf Kantone und zwei Halbkantone mehrheitlich dafür.

## Abstimmungen am 2. Dezember 1984

### Ergebnisse
| Nr. | Vorlage | Art | Stimm- berechtigte | Abgegebene Stimmen | Beteiligung | Gültige Stimmen | Ja        | Nein      | Ja-Anteil | Nein-Anteil | Stände | Ergebnis |
| --- | --- | --- | ------------------ | ------------------ | ----------- | --------------- | --------- | --------- | --------- | ----------- | ------ | -------- |
| 323 | Eidgenössische Volksinitiative «für einen wirksamen Schutz der Mutterschaft»                                                 | VI  | 4'123'179          | 1'552'010          | 37,63 %     | 1'530'416       | 0'241'442 | 1'288'974 | 15,78 %   | 84,22 %     | 0:23   | nein     |
| 324 | Bundesbeschluss vom 23. Juni 1984 über einen Radio- und Fernsehartikel                                                       | OR  | 4'123'179          | 1'547'742          | 37,54 %     | 1'457'424       | 1'001'888 | 455'536   | 68,74 %   | 31,26 %     | 23:0   | ja       |
| 325 | Bundesbeschluss vom 22. Juni 1984 über die Volksinitiative «zur Entschädigung der Opfer von Gewaltverbrechen» (Gegenentwurf) | GE  | 4'123'179          | 1'551'262          | 37,61 %     | 1'512'255       | 1'241'377 | 270'878   | 82,09 %   | 17,91 %     | 23:0   | ja       |

### Schutz der Mutterschaft
Zwar bestand seit 1945 ein konkreter Verfassungsauftrag zur Einführung einer Mutterschaftsversicherung, doch fehlte es jahrzehntelang an politischem Willen für eine entsprechende Regelung auf Gesetzesstufe. Linke Parteien, Frauenorganisationen und Gewerkschaften reichten im Januar 1980 eine Initiative ein mit der Absicht, Bundesrat und Parlament zur Umsetzung zu drängen. Drei parlamentarische Vorstösse sorgten für zusätzlichen Druck. Bei der Revision des Krankenversicherungsgesetzes (KVG) präsentierte der Bundesrat 1981 ein in die Krankenversicherung integriertes Modell. Da es aber nur eine Erwerbsausfallentschädigung von 80 Prozent vorsah und keinen Elternurlaub beinhaltete, hielten die Initianten an ihrem Begehren fest. Konkret forderte die Initiative 16 Wochen vollen Erwerbsersatz und einen bezahlten Elternurlaub von neun Monaten. Bundesrat und Parlament hielten besonders letzteres für viel zu kostspielig, zumal die Regelung die Frauen auf dem Arbeitsmarkt benachteiligen würde. Insgesamt sei die Initiative zu starr, inhaltlich zu weitreichend und auch formal überflüssig. Die linken Parteien (mit Ausnahme der Grünen) sahen in der Initiative die Chance, eine neue Rollenverteilung zwischen den Geschlechtern und die Solidarität zu fördern. Eine Mutterschaft erfülle eine soziale Funktion und könne nicht mit einer Krankheit gleichgesetzt werden, wie dies mit der KVG-Revision geschehen werde. Mehr als vier Fünftel der Abstimmenden und alle Kantone lehnten die Initiative ab. Eine Nachbefragung ergab, dass der Elternurlaub der Hauptgrund für die Ablehnung gewesen war.

### Radio- und Fernsehartikel
Ein Verfassungsartikel zur Regelung von Radio und Fernsehen war 1976 gescheitert, weil viele ihn als zu unbestimmt empfunden hatten. Zwei Jahre später schickte der Bundesrat neue Vorschläge in die Vernehmlassung. Dabei sprach sich die Mehrheit der Befragten für einen Entwurf aus, der die staats- und gesellschaftspolitische Rolle der Medien ausdrücklich definierte. Zwischen beiden Parlamentskammern gab es Differenzen bei der Umschreibung des Programmauftrags. Im Differenzbereinigungsverfahren konnte aber ein breit abgestützter Kompromiss gefunden werden, der Radio und Fernsehen zur sachgerechten Darstellung der Ereignisse verpflichtete und ihnen gleichzeitig Autonomie bei der Programmgestaltung gewährte. Der Artikel schuf auch die Grundlage für die Unabhängige Beschwerdeinstanz für Radio und Fernsehen. Aufgrund ihres Kompromisscharakters bildete sich gegen die Vorlage keine organisierte Opposition, selbst die schärfsten Kritiker der Schweizerischen Radio- und Fernsehgesellschaft waren damit einverstanden. Ausnahmslos alle Parteien von links bis rechts unterstützten den Verfassungsartikel; kontroverse Diskussionen zeichneten sich jedoch im Zusammenhang mit der Ausarbeitung des darauf basierenden Radio- und Fernsehgesetzes ab. Mehr als zwei Drittel der Abstimmenden und alle Kantone nahmen die Vorlage an.

### Opferentschädigung
Journalisten der Zeitschrift Beobachter reichten 1980 eine Volksinitiative ein, die Entschädigungen für Opfer von Gewaltverbrechen forderte. Das Anliegen war in weiten Kreisen unbestritten, zumal schon seit längerem entsprechende Forderungen gestellt worden waren. Der Bundesrat erklärte sich im Juli 1983 ebenfalls einverstanden, sah aber in der Initiative gewisse Mängel, weshalb er dem Parlament einen direkten Gegenentwurf unterbreitete. Dabei ging sein Vorschlag zum ersten Mal überhaupt in der Geschichte über die Forderungen einer Initiative hinaus. Nicht nur die Opfer vorsätzlicher Verbrechen, sondern aller Gewaltverbrechen sollten unterstützt werden. Nach einer kurzen Auseinandersetzung, die vor allem die Zuständigkeiten betraf, stimmte das Parlament dem Gegenentwurf zu. Die Initianten waren mit dem Ergebnis zufrieden und zogen ihr Begehren zurück. Da eine Verfassungsänderung erforderlich war, unterstand die Vorlage dem obligatorischen Referendum. Praktisch alle Parteien unterstützten sie – mit Ausnahme einzelner Liberaler, welche die Regelung solcher Angelegenheiten nicht als Staats-, sondern als Privataufgabe sahen. Über vier Fünftel der Abstimmenden und sämtliche Kantone genehmigten die Verfassungsänderung.